# Prosimulium fergusoni
Prosimulium fergusoni är en tvåvingeart som först beskrevs av Tonnoir 1925.  Prosimulium fergusoni ingår i släktet Prosimulium och familjen knott. Inga underarter finns listade i Catalogue of Life.